# Freski Giotta w bazylice św. Franciszka w Asyżu
Freski Giotta w bazylice św. Franciszka w Asyżu – szereg malowideł ściennych przypisywanych średniowiecznemu malarzowi włoskiemu Giotto di Bondone, znajdujących się w kościele górnym bazyliki asysykiej dedykowanej św. Franciszkowi z Asyżu. Powstały pod koniec XIII wieku.

## Freski w kościele górnym
Bazylika Świętego Franciszka w Asyżu została zbudowana w XIII-wieku i poświęcona św. Franciszkowi z Asyżu. Budowla ma dwupoziomowy układ, a każda z dwóch części stanowi osobną świątynię. W 1275 roku rozpoczęto prace nad malowidłami ozdabiającymi tzw. górny kościół. Pierwsze freski namalowano na sklepieniu nad ołtarzem głównym. Były to cztery malowidła przedstawiające doktorów Kościoła związanego z ruchem franciszkańskim, autorstwa Giotta di Bondone. Postacie zostały przedstawione podczas dyktowania lub czytania diakonom i umieszczone w osobnych segmentach sklepienia, oddzielonych od siebie pasami dekoracyjnego ornamentu o motywach geometrycznych i kwiatowych. Wszyscy czterej siedzą na tronach ozdobionych kolorowymi kamieniami i szkiełkami.
W późniejszych latach w kościele górnym powstały także liczne prace innych autorów, m.in.
- mistrza Oltremontano – twórcy najstarszego obrazu i dekoracji północnego ramienia transeptu (Św. Paweł)
- Jacopa Torritiego – wykonał malowidła w górnym pasie dekoracji dwóch przęseł, m.in. scenę pt. Stworzenie świata
- Cimabauego – wykonawcy większości fresków w górnym kościele, m.in. scenę pt. Czterej ewangeliści

Giotto wraz z innym artystą – Memmo da Filippuccio – są autorami fresków: Opłakiwanie Chrystusa, Św. Franciszek i św. Klara, Odmowa błogosławieństwa Ezawowi i Izaak błogosławiący Jakuba. Zdobią one ścianę trzeciego przęsła i przedstawiają patriarchę Izaaka. Na pierwszym malowidle Izaak leży na łożu, wokół jego głowy widoczna jest złota aureola. Jego oczy są półprzymknięte, co nawiązuje do ślepoty starca w momencie udzielania ojcowskiego błogosławieństwa. Przy łożu stoi jego pierworodny syn Ezaw. Giotto w sposób bardzo plastyczny przedstawił starszego syna, zwłaszcza jego szatę, na której widoczna jest gra świateł i cieni. Za Ezawem stoi Rebeka, żona Izaaka. Umieszczenie jej z tyłu ma podkreślać wrażenie przestrzenności fresku. Jej zafrasowany wyraz twarzy wskazuje na niepewność co do sukcesu szykowanego podstępu. Drugi fresk jest bardzo zniszczony. Najlepiej zachowana jest głowa Jakuba w aureoli oraz część baraniej skóry którą przywdział, aby przypominała owłosienie brata.
Freski w górnym kościele, górne partie nawy:
1. Błogosławieństwo Jakuba
2. Izaak odprawiający Ezawa
3. Józef wrzucony przez braci do studni
4. Józef z braćmi
5. Śmierć Abla
6. Doktorzy Kościoła
7. Droga na Golgotę
8. Chrzest Chrystusa
9. Chrystus wśród doktorów
10. Opłakiwanie Chrystusa
11. Zmartwychwstanie
12. Zesłanie Ducha Świętego
13. Wniebowstąpienie
14. Św. Paweł
15. Św. Piotr
16. Anioł
17. Matka Boska z Dzieciątkiem
18. Anioł

## Cykl freskówSceny z życia św. Franciszka
Sposób malowania wszystkich fresków stanowi nowatorskie rozwiązanie samego Giotta. Przed nim malowidła tego typu były tworzone techniką zwaną pontata. On zastosował inną – giornate, polegającą na przeniesieniu rysunku z papieru na specjalnie przygotowaną ścianę. Tam rysunek zabarwiał się na czerwono i powstawała tzw. synopia. Przygotowana ściana była następnie moczona, a malarz nakładał ostateczny kolor. Wielkość przygotowanej powierzchni zależała od tego, jaki fragment malarz chciał ukończyć w ciągu jednego dnia. Największy i najważniejszy w świątyni cykl fresków pt. Święty Franciszek w Asyżu był malowany przez 564 dni. Oryginalność fresków polegała również na przedstawieniu postaci w kompozycji przestrzennej. Przykładem zastosowania perspektywy są freski Kazanie do Honoriusza III i kardynałów, Modlitwa przed cudownym krucyfiksem i Hołd prostego człowieka. Elementy dodatkowe, jak domy i drzewa, mają swoje przeznaczenie i nie stanowią jedynie tła, tak jak dotychczas w innych dziełach malarstwa tablicowego. Tło nie jest utrzymane w kolorze złotym, lecz w odcieniach naturalnych. Postać Franciszka nie została wyidealizowana, świętego przedstawiono jako zwykłego człowieka, żyjącego wśród innych śmiertelników.
W dolnych partiach nawy kościoła górnego znajduje się cykl dwudziestu ośmiu scen autorstwa Giotta, połączony w grupy po trzy lub cztery. Ich data powstania określana jest na lata 1291–1294. Freski zostały namalowane na przęsłach, na trzech kwadratowych polach, oddzielonych od siebie żłobionymi kolumnami. Pod freskami zostały namalowane draperie o geometrycznych wzorach. Cykl przedstawia sceny z życia św. Franciszka w Asyżu. Freski mimo ukazywania pojedynczych epizodów, stanowią monumentalną całość kompozycyjną i tematycznie są związane ze Starym i Nowym Testamentem. Życie Franciszka zostało ukazane jako naśladownictwo życia Chrystusa i oglądane w odpowiedniej kolejności ukazuje prawdziwe swoje przesłanie. Wszystkich fresków jest łącznie 46.
Freski w dolnych partiach nawy:
1. Hołd prostego człowieka

2. Ofiarowanie płaszcza ubogiemu rycerzowi

3. Sen o zbrojach w pałacu

Pierwsze trzy freski to jedne z najwcześniej namalowanych malowideł z cyklu życia Franciszka. Widoczna jest na nich, nie do końca jeszcze udana, próba odtworzenia przestrzeni. Głównie na fresku drugim, gdzie Giotto przedstawi dwa równoległe plany. Na środku fresku w centralnym punkcie znajduje się głowa Franciszka w aureoli. Po prawej stronie malarz ukazał średniowieczny Asyż z trójwymiarowo i perspektywicznie zaznaczoną zabudową. Tło fresku przypomina krajobraz Umbrii. Po lewej stronie znajduje się masywna, trójwymiarowa postać biedaka przyjmującego szatę. Jego twarz ma jeszcze tradycyjną średniowieczną stylizację. Na pierwszym fresku młody Franciszek namalowany został jeszcze bez tonsury.
4. Modlitwa w San Damiano (Modlitwa przed cudownym krucyfiksem)

5. Wyrzeczenie się dóbr ziemskich

6. Sen papieża Innocentego III

Trzy powyższe freski ukazują Franciszka w chwili nawracania. Malowidło Wyrzeczenie się dóbr ziemskich obrazuje moment kulminacyjny. Franciszek zdejmuje szaty i odrzuca dostatnie życie zapewnione przez bogatego ojca Bernardone, przyjmując nędzne życie i Boga za ojca. Święty jest jedyną nagą osobą wśród zebranych i spogląda w górę wznosząc ręce. Gest oddającego się Bogu jest przyjmowany przez Najwyższego poprzez widoczną w chmurach wyciągniętą rękę Wszechmogącego. Prawdopodobnie postać Boga miała być namalowana w pełnym kształcie. Obraz wyraźnie dzieli się na dwie części. Po lewej skupiona jest grupa biskupów i kleryków w tradycyjnych nakryciach głowy. Stoją oni za ojcem Franciszka, został ukazany w chwili po usłyszeniu decyzji syna, z wyrazem wzburzenia na twarzy. Postać koło niego trzyma go za rękę, powstrzymując od siłowego wyrażenia gniewu.
7. Zatwierdzenie reguły

8. Św. Franciszek na wozie ognistym

9. Widzenie tronów niebieskich

Na fresku nr 7 Franciszek uzyskuje błogosławieństwo papieża, przez co staje się biblijnym Eliaszem, widocznym na kolejnym fresku pt. Św. Franciszek na wozie ognistym. Dzięki temu przybliża się do Bożej chwały, co zostało uwidocznione na fresku dziewiątym.  Scena z Zatwierdzenia reguły jest ukazana w zamkniętej przestrzeni z zachowaniem zasad perspektywy.
10. Wypędzenie demonów z Arezzo

11. Próba ognia przed sułtanem

12. Święty Franciszek w ekstazie

13. Żłóbek w Greccio

Cztery freski (10–14) znajdują się w jednej nawie północnej. Św. Franciszek nabiera siły po modlitwie do Boga (Święty Franciszek w ekstazie), którego cielesność widoczna jest na fresku nr 13. Uduchowiony Franciszek przywraca pokój w Arezzo (10) i nawraca niewiernych (12). W tle fresku nr 10 Giotto namalował miasto, tak jak wyglądało za czasów malarza. Jasełka w Greccio stanowią przykład zastosowania nowatorskiej przestrzeni kompozycji. Perspektywę tworzą: przechylający się w stronę nawy krzyż oraz schody wiodące na ambonę.
14. Cud ze źródłem

15. Kazanie do ptaków

Dwa powyższe freski znajdują się w nawie głównej, pomiędzy ścianą południową a północną.
16. Śmierć rycerza z Celano

17. Kazanie do Honoriusza III i kardynałów

18. Św. Franciszek na kapitule w Arles

19. Stygmatyzacja św. Franciszka

Cztery kolejne (16–19) ukazują Franciszka, jego posłannictwo, głoszenie wiary i stygmaty. Święty, ujęty frontalnie, zostaje upodobniony do Jezusa. Na głowie ma charakterystyczną wystrzyżoną tonsurę.
20. Śmierć św. Franciszka

21. Widzenie śmierci św. Franciszka

22. Sprawdzenie stygmatów

Następne trzy grupy fresków opowiadają o śmierci Franciszka i jego związku duchowym z Chrystusem, zaznaczonym stygmatami.
23. Opłakiwanie przez św. Klarę

24. Kanonizacja św. Franciszka

25. Widzenie Grzegorza IX

Trzy kolejne freski przedstawiają cuda świętości, jakie dokonał Franciszek, i które zostały potwierdzone przez Kościół.
26. Uzdrowienie Jana z Leridy

27. Spowiedź wskrzeszonej kobiety

28. Uwolnienie Piotra z Asyżu
Część historyków sztuki kwestionuje Giotta jako autora cyklu fresków poświęconemu św. Franciszkowi. Pierwszym z powodów jest brak źródeł z okresu ich powstania, które wspominałyby o freskach i ich autorach. Po raz pierwszy zostały wymienione  przez Riccobalda Ferrarese w dziele Compilatio Chronologica z 1312 roku. O autorstwie Giotta mówi dopiero Giorgio Vasari w monografii Żywot najsławniejszych malarzy... z 1568 roku. Drugim powodem są różnice stylistyczne pomiędzy cyklem w Asyżu a np. malowidłami w kaplicy Scrovegnich w Padwie, których autorstwo Giotta jest niepodważalne. Część badaczy uważa, że cykl z górnego kościoła został wykonany przez samodzielnego, anonimowego mistrza. Kolejne rozbieżności wśród ekspertów budzą  kwestie relacji artystycznych pomiędzy tym anonimowym artystą a Giottem.